# IZ*ONE CHU
《IZ*ONE CHU》（韓語：아이즈원 츄）為韓國Mnet播放的綜藝節目 ，由女團IZ*ONE全體成員主持與出演 ，節目主軸為IZ*ONE日常工作與合宿生活為主題的團綜，記錄12位成員的宿舍趣事、製作專輯、片頭宣傳片、逆應援報恩活動的幕後花絮。第二、三季主軸也包括回歸準備和校園情境劇。节目第一季于2018年11月6日首播，第二季于2019年3月21日播出。第三季於2020年6月3日下午7時首播。第四季於2020年9月24日下午8時首播。

## 第一季
- IZ*ONE日常工作與合宿生活，記錄12位成員的宿舍趣事、製作專輯、出道Showcase、團長選舉等的幕後花絮。
- 宿舍在首爾江南區三成洞[7]，以六人為一組，為隔鄰單位鄰居

| 宿舍     | 4人房-對窗 | 4人房-對窗 | 4人房-對門 | 4人房-對門 | 雙人房   | 雙人房 |
| 宿舍     | 上鋪       | 下鋪       | 上鋪       | 下鋪       | 上鋪     | 下鋪   |
| -------- | ---------- | ---------- | ---------- | ---------- | -------- | ------ |
| 第一宿舍 | 姜惠元     | 權恩妃     | 金采源     | 崔叡娜     | 金玟周   | 安俞真 |
| 第二宿舍 | 矢吹奈子   | 張員瑛     | 曹柔理     | 宮脇咲良   | 本田仁美 | 李彩演 |

- 出道前為增進團員感情，到訪本田仁美於日本栃木縣的家和常去的旅館。
- 出道前4天進行報恩Tour。團隊也為120位粉絲開第一集首映禮。

| 團員                               | 報恩對象                               |
| ---------------------------------- | -------------------------------------- |
| 權恩妃、安俞真、金玟周             | 崔容俊                                 |
| 姜惠元、矢吹奈子、本田仁美、曺柔理 | 李洪基、韶宥和《Produce 48》忙內製作人 |
| 張員瑛、金采源、李彩演             | 裴允靜老師                             |
| 崔叡娜                             | 家人                                   |
| 宮脇咲良                           | 其他團員                               |

- 團長選舉的名義上是要選出權恩妃與李彩演中的一位，但實際上團員們早已認可權恩妃的領導能力，並希望她能夠繼續擔任團長。因此，團長選舉更像是權恩妃的上任儀式。為了讓權恩妃更加相信是選舉，團員特別請李彩演當煙霧彈，讓整個選舉過程更加正式。
- 出道第11天，擊敗MONSTA X，迅速拿下《M Countdown》首位的花絮，當晚，TWICE也因為《YES or YES》回歸，作為粉絲的矢吹奈子、本田仁美也率先成功與之合照。
- 公約：《Produce 48》 時期宿舍趣事。

### 集数列表
| 集數 | 播放日期       | 內容                                                             |
| ---- | -------------- | ---------------------------------------------------------------- |
| 1    | 2018年10月25日 | SALEWA 羽絨服-廣告拍攝花絮 宿舍趣事 到訪本田仁美於日本栃木縣的家 |
| 2    | 2018年11月1日  | 《La vie en rose》MV花絮 團長選舉                                |
| 3    | 2018年11月8日  |                                                                  |
| 4    | 2018年11月15日 |                                                                  |

## 第二季《秘密的朋友》
- 前序：從IZ*ONE 日本出道，分兩個分隊在東京、橫濱宣傳，以簡介花絮形式序列，列出團隊成為日本白金唱片藝人後，在東京舉行拍手會，但也見證日本團員（尤其是矢吹奈子）韓語進步神速的成果。
- 回韓後，繼續記錄IZ*ONE日常工作與合宿生活。
- 在第一宿舍，權恩妃、金采源、金玟周、安俞真繼續為奶酪爭吵，姜惠元、崔叡娜卻因為不諳英語（姜惠元可讀出英語，但不能理解或翻譯），在PS4遊戲遇到鐵板。
- 矢吹奈子在第二宿舍沙發底發現3個箱子，第一主軸開始。
- 主軸：1整天學生－正式回歸前充電時間。12人不論年齡、輩份，成為3年1班同班同學，只可以以「平語」對話，但要找出自己最要好的「密友」。這是因為：以年紀計，老大權恩妃比宮脇咲良大幾乎3歲，比同公司的金采源大5歲，更比老么張員瑛大幾乎10歲。
- 「秘密朋友」遊戲：隨機選擇朋友，在對方不發覺的情況下，從計劃開始至錄製完畢，一天內3次，為她做「能感動她的事」。
- 儲物櫃裡，藏著成員國／高中時期最珍貴的物品[註 1]，介紹時，發現宮脇咲良自小學後，因為在15歲出道，已沒有在教室學習，或跟同齡朋友玩耍的記憶。
- 為宮脇咲良、矢吹奈子、本田仁美體驗韓國高中生活，包括參加「才藝表演」，因為日本從小學到高中，都沒有類似場合。
- 高中回憶相冊。
- 放學後，與宮脇咲良、矢吹奈子、本田仁美體驗「即席炒年糕」店，挑戰YouTuber 「大食女王－挑食的太陽」菜單。
- 分組課外活動：塔羅牌（權恩妃、張員瑛、矢吹奈子）、韓國練歌房（李彩演、本田仁美、曺柔理、安俞真、金采源）[註 2]、網吧（宮脇咲良、金玟周、崔叡娜、姜惠元）體驗[註 3]
- 「恐怖校園」藏寶+課室逃脫－「IZ*ONE」膽小鬼揭曉（日本Line、金玟周、崔叡娜、曺柔理）。膽子大的是姜惠元、安俞真、權恩妃、李彩演、張員瑛、金采源。[註 4][註 5]
- 安俞真首爾藝高入學日，也透露跟同公司師姐－Fromis 9白知憲（沒有出席）是同班同學。同日，也是金玟周轉學開學禮。
- 「秘密朋友」揭曉[註 6]
- 第二主軸：《Violeta》MV預告、推出和發行日前31日開始記錄的幕後花絮。
- 第三主軸：4月2日，在漢江公園水光舞台舉辦遊擊演唱會feat.秘密朋友：WIZ*ONE (粉絲們) [註 7]。觀眾目標：1000人[註 8]。[註 9]
- 矢吹奈子的秘密任務：（11 人講出結尾語的其中一個字：「會等著《IZ*ONE CHU》第三季的吧？」，由矢吹奈子以比愛心作為結尾。）

## 第三季 《幻想校園》
- 新宿舍預覽[註 10]
- 拍攝地點：韓國京畿道楊平郡多文里楊平英語村[註 11]。
- 女神列表[註 12]
- 第一課－《瞬間截圖反應論》[註 13][註 14][註 15][註 16][註 17]
- 第二課－《Killing point 和刀群舞角度研究》[註 18][註 19][註 20][註 21]
- 午餐－Pizza、炸雞、乳酪球[註 22]
- 飯後運動[註 23]
- 「自拍女神」攝影服務
- 第二主軸：《幻想日記》專輯預告片幕後花絮
- 各自在宿舍合填《With*One》歌詞。該曲的編曲和作曲家包括權恩妃
- 第三主軸：女神們的食物逆應援，包括「野蠻打工女神」權恩妃的咖啡師身分公開，但也透露本人打工經歷[註 24][註 25]
- 「新駕照女神」透露[註 26]
- 「讓 Siri／Bixby 講我愛你 」遊戲
- 第四主軸：汽車電影會

## 第四季：《On Tact》
- 因COVID-19而未能與粉絲見面[註 27]，特別集以網上視像通話形式呈現多種不同類型節目。完整版可於頻道主 YouTube 網頁播放。
- 第一類節目：網上見面會和吃播，菜單包含韓、日、中、西餐、越、泰式共50道美食和甜點，卻因權恩妃偷吃芝士球而被沒收，惹怒其她團員，但因爭議後拿掉不喜歡的沙拉，因為是常吃的減肥菜單。
- 《味西遊記》[註 28]第一回：人物辨別題[註 29]、第二回：心靈相通測試[註 30]、第三回：韓國傳統遊戲（踢毽子、柶戲（未播放，比普通版多4步，成10x10方格）[8][註 31]、撿石子）[註 32][註 33]、第四回：2秒猜歌和翻跳遊戲。[註 34]
- 忙內作弊器－曹世鎬登場
- 救援賽：《寂靜中的吶喊》[註 35]
- 第二類節目：真人版 PUBG/CS:Go 鐳射槍比賽和特種部隊體驗[註 36][註 37]
- 第三類節目：張員瑛的變裝秀[註 38]
- 第四主軸：彩演、恩妃和本田仁美與名編舞家 Lia Kim[註 39] 單日內學習和拍攝翻跳 Girl Cursh 舞蹈－Tones & I -《跳舞猴子》。